# Puna de Atacama

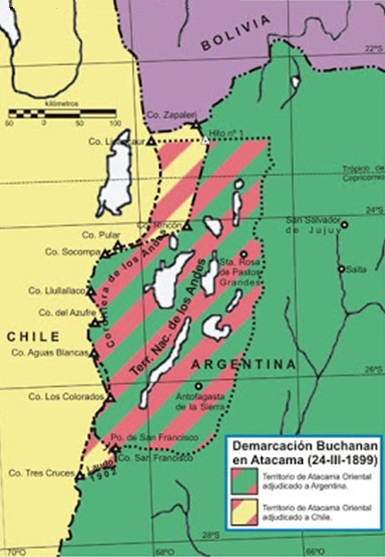
Puna de Atacama

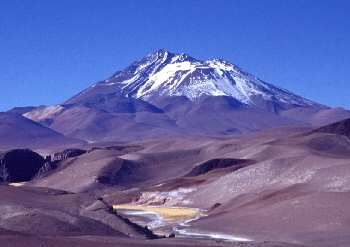
Szczyt wulkanu Llullaillaco

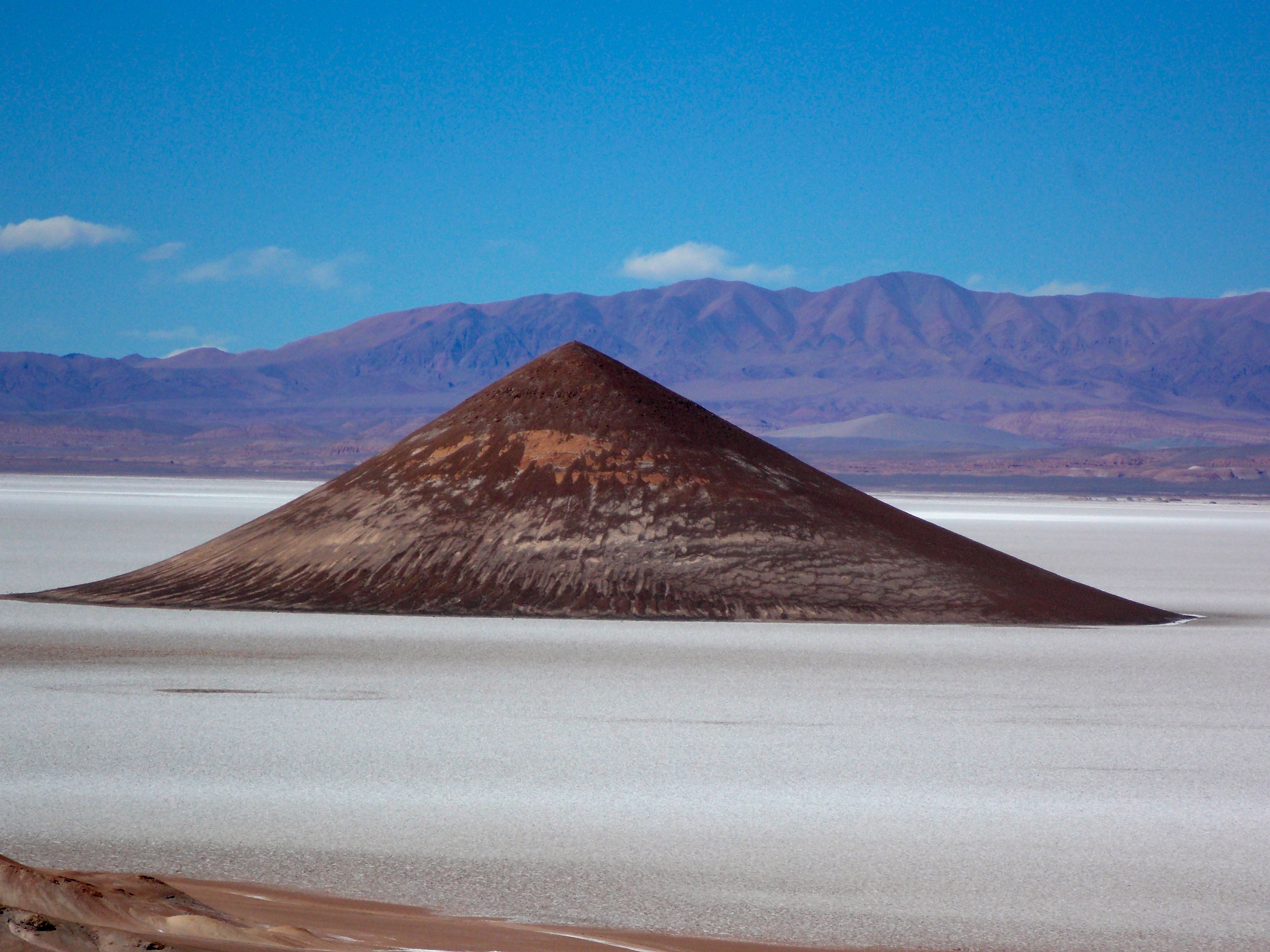
Cono de Arita, prowincja Salta (Argentyna)

Puna de Atacama – płaskowyż typu wulkanicznego w Andach Środkowych, w północnej Argentynie (85%) i częściowo w północnym Chile (15%). 
Na obszarze Puna de Atacama zlokalizowane są liczne wulkany, m.in. Llullaillaco (6723 m n.p.m.), który jest najwyższym czynnym wulkanem na Ziemi. Obecne są również solniska, takie jak Salar de Atacama, i Salar de Arizaro.
Występują liczne złoża rud cynku i ołowiu oraz pokłady soli.